# Дамениці
Дамениці (пол. Damienice) — село в Польщі, у гміні Бохня Бохенського повіту Малопольського воєводства.
Населення — 855 осіб (2011).
У 1975-1998 роках село належало до Тарновського воєводства.

## Демографія
Демографічна структура станом на 31 березня 2011 року:
|          | Загалом | Допрацездатний вік | Працездатний вік | Постпрацездатний вік |
| -------- | ------- | ------------------ | ---------------- | -------------------- |
| Чоловіки | 396     | 75                 | 287              | 34                   |
| Жінки    | 459     | 95                 | 284              | 80                   |
| Разом    | 855     | 170                | 571              | 114                  |